# Бехова
Бехова или Биховое (укр. Бихове) — широкий участок реки Бехова (озеро) в левобережной пойме среднего течения Десны на территории Корюковского района Черниговской области Украины.

## География
Озеро речного типа, находится на левом берегу Десны, недалеко от села Остаповка. Соединено проливами с Десной и озером Трубин.

## Описание
Имеет вытянутую форму. Западные берега низкие, восточные — пологие, поросшие белой ивой. Длина около 1500 м, ширина 125 м, площадь 0,35 км², глубина до 4 м.
Температура воды летом: от +17 до +18,5 °C на глубине 0,5 м; от +10,5 до +11 °C на глубине 3,5 м. Зимой замерзает. Прозрачность воды до 1,5 м. На дне — песок с элементами ила.

## Флора и фауна
Из растений распространены схеноплектус, стрелолист, кувшинка белая, кубышка жёлтая, рдесты; есть реликтовые (сальвиния плавающая) и насекомоядные (пузырчатка) растения.
Из рыб водятся щука, лин, карась, окунь, случается судак, лещ. На берегах — место гнездования крачки, малая выпь, случается цапля серая.